# Kartoffel-Dextrose-Agar

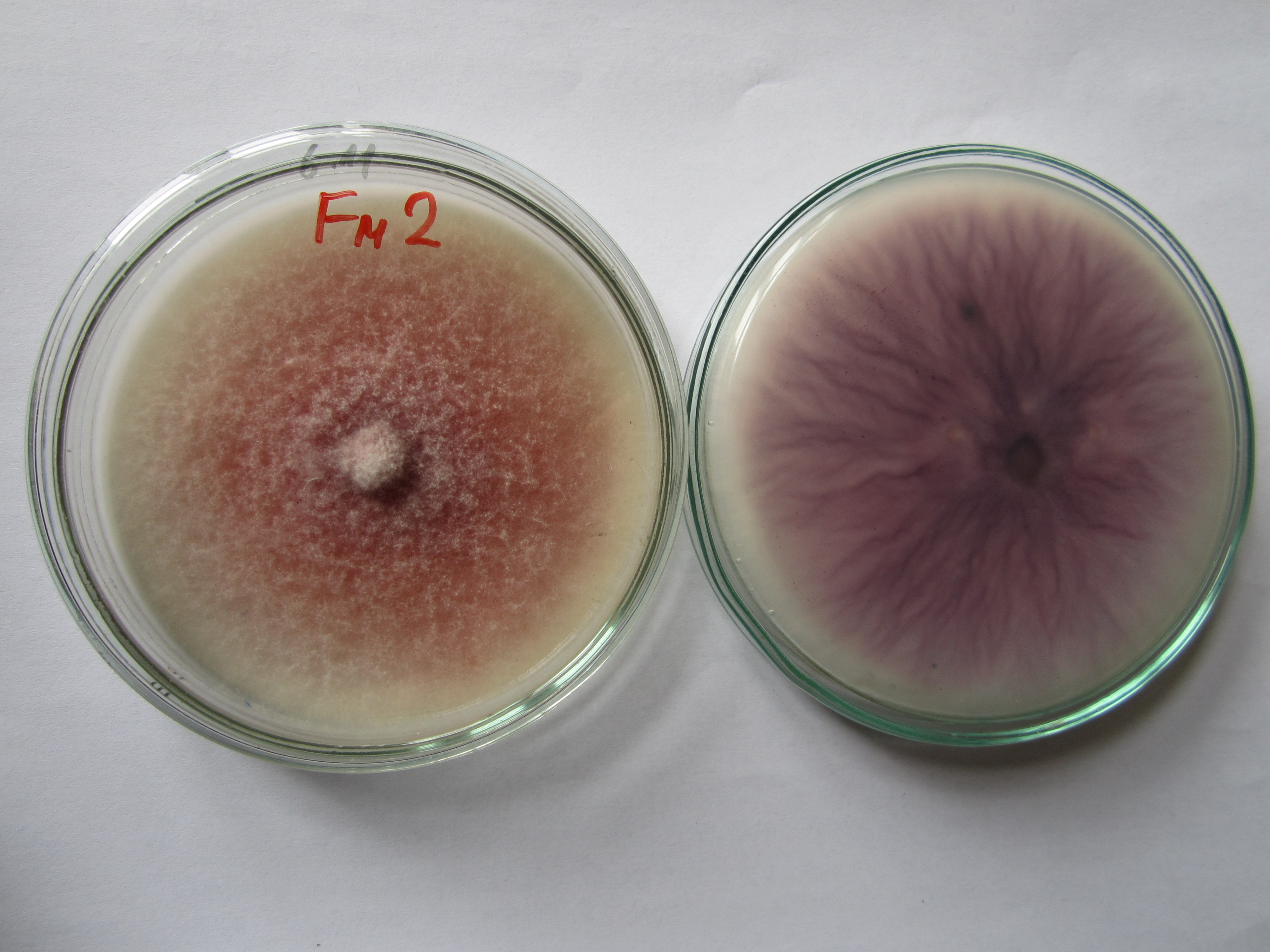
Pilz der Gattung Fusarium aus Erde auf Kartoffel-Dextrose-Agar angezüchtet

Kartoffel-Dextrose-Agar (PDA von englisch Potato dextrose agar) ist ein verbreiteter Nährboden zur Kultivierung von Hefen und Schimmelpilzen.
Eine beispielhafte Zusammensetzung sind 4 g/l Kartoffelstärke, 20 g/l Glucose und 15 g/l Agar. Das Bakterienwachstum wird entweder durch Ansäuern mit Weinsäure bis zu einem pH-Wert von 3,5 oder durch Zugabe von Antibiotika (Chloramphenicol oder Chlortetracyclin) unterdrückt.